# Maciej Kowalewski
Maciej Kowalewski (ur. 30 lipca 1969 w Kole) – polski reżyser, aktor, scenarzysta, pisarz, dramatopisarz.
Od lipca 2007 do sierpnia 2010 dyrektor naczelny i artystyczny warszawskiego Teatru Na Woli.

## Życiorys

### Wczesne lata
Urodził się w Kole jako syn Janiny Kowalewskiej, nauczycielki języka polskiego w szkole podstawowej w Łubiance, i Bolesława Kowalewskiego, stolarza w Kopalni Soli w Kłodawie. W 1993 ukończył studia na Wydziale Aktorskim krakowskiej Państwowej Wyższej Szkoły Teatralnej.

### Kariera
W 1992 zadebiutował w roli Amfitriona w spektaklu dyplomowym Zwady miłosne wg Amfitriona Moliera w reżyserii Roberta Czechowskiego na scenie Centrum Sztuki przy legnickim Teatrze Dramatycznym. Po studiach, w latach 1993–1995 występował we Wrocławskim Teatrze Współczesnym im. Edmunda Wiercińskiego. W latach 1996–2000 był związany z Teatrem Nowym w Warszawie. Grał też gościnnie w teatrach: Dramatycznym im. Jerzego Szaniawskiego w Wałbrzychu (1994–1995), Miejskim im. Witolda Gombrowicza w Gdyni (1995), Operze Bałtyckiej w Gdańsku (1998), Rampa Na Targówku w Warszawie (2000) i MM Przebudzenie-Kompania Teatralna w Warszawie (2003). Współpracował również z Teatrem im. Heleny Modrzejewskiej w Legnicy.
W 1993 został wyróżniony na XI Festiwalu Szkół Teatralnych w Łodzi, w sezonie 2000/2001 jako jeden ze współautorów został uhonorowany nagrodą główną w Konkursie na Wystawienie Polskiej Sztuki Współczesnej za Balladę o Zakaczawiu.
Jego Bomba, o historii amerykańskiej ekipy, która chce zburzyć starą fabrykę w Lubsku i wykorzystać to w filmie o ataku na Hiroszimę, wystawiona była na scenie warszawskiego klubu M25 (2006). Autor scenariuszy, wierszy, piosenek i dramatów: Obywatel M, Ex Barbi, Wyspa, Krynickie tango, Bajka o sercu ze strychu, Miss HIV i musicalu Przygody mrówki Bobo Jogo, a także współautor Ballady o Zakaczawiu.
Zyskał sympatię telewidzów dzięki roli Franka Stachyry, któremu ciągle brakowało pieniędzy i szukał sposobu na to, jak zarobić i się przy tym zbytnio nie napracować, najlepszego przyjaciela Jacka (Michał Lesień), w sitcomie Lokatorzy (1999–2005).
Pojawił się także w serialach TVP1 Klan (1999, 2001), i Plebania (2001), sitcomie Polsat 13 posterunek (1998, 2000) oraz serialu TVN Magda M. (2006). Na dużym ekranie wystąpił w dwóch oscarowych dramatach wojennych: Lista Schindlera (Schindler's List, 1993) Stevena Spielberga i Pianista (The Pianist, 2002) Romana Polańskiego jako oficer SS.
W latach 2007–2010 był dyrektorem naczelnym i artystycznym Teatru na Woli im. Tadeusza Łomnickiego w Warszawie. W styczniu 2022 roku wygrał konkurs na stanowisko dyrektora Teatru Komedia w Warszawie. W czerwcu tego samego roku prezydent miasta Rafał Trzaskowski zdecydował jednak o niepowoływaniu Macieja Kowalewskiego na stanowisko dyrektora z powodu braku porozumienia w sprawie koncepcji funkcjonowania placówki.

## Życie prywatne
Jest rozwiedziony. Pierwszą żoną reżysera była Edyta Torhan, z którą ma dwie córki – Zofię (ur. 1995) oraz Mariannę (ur. 1996). Drugą żoną była Ewa Dominika Kowalewska, z którą mają syna Gabriela (ur. 2007).  Jego córka Zofia jako reżyserka filmu krótkometrażowego Więzi (tytuł ang. Close Ties, 2016) zdobyła trzy nagrody na Akademii Filmowej Documentary Edge Festival, IndieLisboa International Independent Film Festival i Vilnius International Film Festival w kategorii „Najlepszy krótkometrażowy film dokumentalny”.

## Nagrody
| Rok  | Kategoria                                       | Festiwal                                                                    | Rola                 | Tytuł                          |
| ---- | ----------------------------------------------- | --------------------------------------------------------------------------- | -------------------- | ------------------------------ |
| 1993 | Wyróżnienie za role                             | XI Ogólnopolski Przegląd Przedstawień Dyplomowych Szkół Teatralnych w Łodzi | Merkucjo / Amfitrion | Romeo i Julia / Zdrady miłosne |
| 1995 | Nagroda honorowa w dziedzinie sztuki aktorskiej | 29. Opolskie Konfrontacje Teatralne „Klasyka Żywa”                          | -                    | -                              |
| 2006 | Wyróżnienie dla spektaklu                       | Festiwalu Sztuki Współczesnej "Raport" w Gdyni                              | -                    | Miss HIV                       |
| 2006 | Nagroda za reżyserię                            | XII Ogólnopolski Konkurs na Wystawienie Sztuki Współczesnej                 | -                    | Miss HIV                       |
| 2007 | Nagroda dla twórców przedstawienia              | Festiwalu Sztuki Współczesnej „Raport” w Gdyni                              | -                    | Bomba                          |

## Filmografia
- 1993: Lista Schindlera jako anonimowy chłopiec (obsada aktorska)
- 1996: Carewicz Aleksiej jako Karol VI
- 1998: 13 posterunek jako posłaniec z paczką dla komendanta (odc. 10)
- 1999: Klan jako Bartek "Wieloryb", instruktor pływania Maćka Lubicza
- 2000–2005: Lokatorzy jako Franek Stachyra, przyjaciel Jacka
- 2000: Gunblast Vodka jako inspektor
- 2000: 13 posterunek 2 jako posłaniec (odc. 6)
- 2001: Plebania jako policjant przeszukujący mieszkanie Tośków (odc. 68)
- 2001: Klan jako pacjent Centrum Medycznego "El-Med"
- 2002: Pianista jako oficer SS
- 2003: Kasia i Tomek jako agent ubezpieczeniowy (III seria/odc. 5) (tylko głos)
- 2005: Spadek jako Marek, partner Grzegorza
- 2006: Sąsiedzi jako Jędruś Kapica
- 2006: Magda M. jako Maciej Marczewski (odc. 17)
- 2006: My baby jako Piotr (odc. 2)
- 2007: Odwróceni jako dziennikarz (odc. 4)
- 2007: Ekipa jako dziennikarz Śledziewski (odc. 4 i 10)
- 2008: Mała wielka miłość jako policjant Włodziu
- 2008: Mała wielka miłość jako policjant Włodziu (odc. 1)
- 2008: Boisko bezdomnych jako lekarz
- 2010: Ojciec Mateusz jako Adam Florczak (odc. 63)
- 2010: Maraton tańca jako Rysiek
- 2011, 2013: Głęboka woda jako dziennikarz Kowalski
- 2015: Na dobre i na złe jako Olgierd (odc. 607)
- 2015: 58/52 jako Aleksander
- 2016: Barwy szczęścia jako Ryszard Skowroński, prezes "Oszczędnej Energii" (odc. 1388 i 1392)
- 2018: Ojciec Mateusz jako reżyser Andrzej Drozd (odc. 242)